# Crossoloricaria bahuaja
Crossoloricaria bahuaja és una espècie de peix de la família dels loricàrids i de l'ordre dels siluriformes.

## Morfologia
- Els mascles poden assolir 16,4 cm de longitud total.
- Nombre de vèrtebres: 33-34.[4]

## Hàbitat
És un peix d'aigua dolça i de clima tropical (27 °C-28 °C).

## Distribució geogràfica
Es troba a Sud-amèrica: conques dels rius Madre de Dios (Perú), Río Grande i Manuripe (Pando, Bolívia).